# Körpükənd
Körpükənd è un comune dell'Azerbaigian situato nel distretto di Zərdab. Conta una popolazione di 1 409 abitanti.